# Всадник (опера)
«Всадник» (фин. Ratsumies) — опера в трёх действиях финского композитора Аулиса Саллинена (род. 1935). Была сочинена в 1973—1974 годах, премьера состоялась 17 июля 1975 года на Международном оперном фестивале в Савонлинна. Поётся на финском языке. В 1978 году за эту оперу Саллинен получил приз Северного Совета.
По жанру опера «Всадник» может быть отнесена к так называемым народным операм — эпическим музыкальным произведениям об исторических событиях, затрагивавших большое число людей из разных социальных слоёв.

## История создания
После того, как в 1971 году руководство Оперного фестиваля Савонлинна пригласило Саллинена участвовать в конкурсе композиторов, последний обратился к финскому поэту и драматургу Пааво Хаавикко (род. 1931). Тот по просьбе Саллинена написал либретто оперы, основываясь на своей старой пьесе с тем же названием «Всадник». Для Хаавикко это было первое оперное либретто (позже он написал ещё несколько либретто для разных композиторов), для Саллинена — первая опера (позже он написал ещё пять опер).
Позже Аулис Саллинен писал, что, «оглядываясь назад, …я вижу то время, когда писал „Всадника“, …как некую цепь всевозможных „если“: если бы крепость Олавинлинна не собиралась праздновать 500-летнюю годовщину, если бы меня не пригласили участвовать в конкурсе, если бы я отказался, если бы „Всадник“ оказался полным провалом… Если бы я не бы вовлечён в цепь событий, которые привели к премьере „Всадника“ летом 1975, вся моя карьера композитора пошла бы другой дорогой, потому что опера была мне чужда, даже можно сказать, что опера отталкивала меня до момента, когда я был вынужден постичь посредством моей собственной работы глубину оперы и театральной музыки в целом».

## Действующие лица
- Всадник Антти (баритон)
- Анна, жена Всадника (сопрано)
- Купец из Новгорода (тенор / высокий баритон)
- Купчиха (альт)
- Судья (бас)
- Женщина (сопрано / меццо-сопрано)
- Боярин-конюший (баритон)
- Матти Пуйкканен (бас)
- Ленсман
- Ладожские моряки, народ

Образ Антти имеет некоторое сходство с Яакко Илккой (ок. 1550—1597), финским крестьянином из Похьянмаа, который в 1596 году стал предводителем крестьянского восстания (так называемой «Дубинной войны», 1596—1597). Как и Антти в опере, Илкка участвовал в войне (при этом в 1591 году шведская армия дошла до Великого Новгорода, в котором как раз и происходит первое действие оперы). Как и Антти, крестьянское войско во время восстания выбрало Яакко Иллку своим предводителем, поскольку он был единственным, у кого был военный опыт. Как и в опере, восстание закончилось разгромом крестьянского войска и гибелью его предводителя.

## Краткое содержание

### Действие первое
Антти — всадник (так в Финляндии XVI—XVII веков, в том числе во время длительных войн Швеции с Русским государством называли конных солдат иррегулярной кавалерии). Сейчас он с женой Анной — батраки в доме богатого купца в Великом Новгороде. Купец соблазняет Анну. Жена купца догадывается об этом и сначала унижает Антти, а затем требует у мужа убить и Антти, и Анну. Антти связывает купца и купчиху, после чего поджигает дом. Перед смертью купец предсказывает Антти обстоятельства его смерти.
Вот захватим
Королевскую усадьбу Лиистонсаари
И всё, что достанется,
Поделим сразу поровну.
И налоги заплатим народу —
Лесному государству,
Что создадим между Россией и Швецией.
Этот край всё движется, движется, движется…
Когда Россия приходит, он движется
В сторону Швеции,
А когда Швеция — он к России движется…
«Всадник». Действие третье. Штурм

### Действие второе
Суд в Олавинлинне. Судья обвиняет женщину в убийстве своего внебрачного ребёнка; женщина оправдывается, обвиняя в случившемся соблазнившего её незнакомца. Боярин-конюший требует вернуть ему лошадь, которая сейчас принадлежит судье, утверждая, что это именно та лошадь, которую он вместе с всадником отправил в аримию, судья же утверждает, что купил её у некого всадника. Анна хочет через суд быть признанной вдовой, судья ей не верит и требует доказательств, тогда появляется Антти, переодетый стариком, и свидетельствует о смерти мужа Анны. Женщина, обвиняемая в убийстве ребёнка, узнаёт в старике соблазнившего её мужчину; боярин-конюший — отправленного на войну всадника, судья — продавца лошади. Анна не выдерживает и рассказывает всю правду о себе и Антти. Женщину, Анну и Антти сажают в тюрьму; однако вскоре к ним приходит судья; женщине удаётся его заманить в камеру; пленники связывают судью и убегают.

### Действие третье
В лесу живут Антти, Анна, женщина, боярин-конюший и разбойник Пуйкканен. Прибывает народ; боярин-конюший планирует с его помощью захватить королевский замок. Анна уговаривает Антти бежать, но тот не хочет уходить от судьбы. Народ просит Антти возглавить их войско, поскольку у него есть опыт участия в войне, Антти соглашается. Женщины пытаются обманными мольбами уговорить охранников замка открыть ворота, в это время народное войско тайком подбирается вплотную к усадьбе, ещё не зная, что их план раскрыт. Начинается стрельба, народное войско гибнет вместе со своим предводителем Антти. Анна поёт убитому Антти колыбельную.

## Постановки и спектакли
В 2006 году (24 и 25 ноября) в Москве в рамках гастролей Оперного фестиваля Савонлинна опера шла на новой сцене Большого театра России. В спектакле принимали участие Оркестр Большого театра России и Хор Оперного фестиваля Савонлинна. В связи с этими гастролями Ян Хултин, директор Международного оперного фестиваля в Савонлинна, писал, что «сюжетная линия его [Аулиса Саллинена] произведения „Всадник“ по-своему соединяет судьбы наших народов… Всадник Антти ведёт народ в страну счастья. Борьба за лучшую жизнь всегда объединяла все народы и личности».